# Majie Zhen (köping i Kina, lat 25,16, long 104,24)
Majie Zhen (kinesiska: 马街, 马街镇) är en köping i Kina. Den ligger i provinsen Yunnan, i den sydvästra delen av landet, omkring 160 kilometer öster om provinshuvudstaden Kunming.
Genomsnittlig årsnederbörd är 1 280 millimeter. Den regnigaste månaden är juni, med i genomsnitt 323 mm nederbörd, och den torraste är januari, med 16 mm nederbörd.